# Neuffer Fenster + Türen
Neuffer Fenster + Türen GmbH (in origine Neuffer Fensterfabrik GmbH) è un'azienda tedesca di medie dimensioni con sede a Stoccarda, specializzata in forniture edili e fondata nel 1872 da Ludwig-Ulrich Neuffer. Attualmente è gestita da Philipp Neuffer, appartenente alla quinta generazione della famiglia. La società è specializzata principalmente nella vendita online di finestre, porte per balconi e terrazze nonché per ingressi secondari in materiali come legno, alluminio e plastica. Oltre a questi prodotti è possibile trovare sul rispettivo sito online accessori quali tapparelle, davanzali, zanzierere e prodotti per la manuntenzione. 

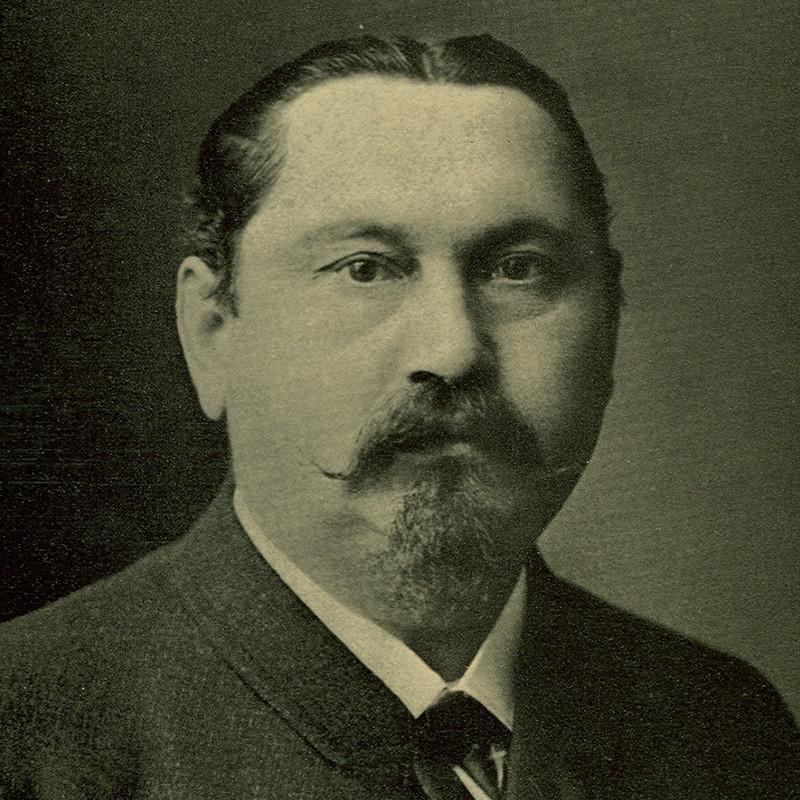
Ludwig-Ulrich Neuffer (1872)

## Storia
La fabbrica di finestre Neuffer fu fondata il 13 gennaio 1872 a Stoccarda da Ludwig-Ulrich Neuffer, quando acquistò un'antica vetreria di 500 anni situata nel  "Bohnenviertel" della città di Stoccarda. Si trattava nello specifico della "Vetreria Christian Schramm” sulla Becherstraße, presso Hirschgraben. Con un fatturato in costante crescita, la ditta Neuffer incominciò a fornire finestre per alcuni degli edifici centrali della città come il Municipio di Stoccarda, il Palazzo Reale, il Palazzo Vecchio e l'Accademia delle Belle Arti. Il 24 gennaio 1887, il fondatore dell'azienda Ludwig-Ulrich Neuffer fu nominato "Vetraio diCorte" dall'Ufficio Costruzioni di Corte. Nel 1905 l'azienda, ormai in ampia crescita economica, si trasferì in una sede più grande, in Rosenstrasse a Stoccarda; in questo periodo entrarono a far parte della ditta anche i due figli di Ludwig-Ulrich: Oskar, dopo una lunga formazione come vetraio e,  Albert Neuffer, a seguito del completamento della propria formazione nell'ambito commerciale.
Nel 1913 Ludwig-Ulrich Neuffer sviluppò una finestra che fu brevettata dal Royal Patent Office come “Doppia Finestra Neuffer”, con il numero D.R. 171244: con questo design e struttura le finestre interne ed esterne potevano essere aperte e chiuse insieme. Poco dopo, il figlio Albert sviluppò una variante di finestra composita con una distanza tra le ante particolarmente ridotta e, poco tempo dopo, introdusse la finestra scorrevole “System Neuffer”, utilizzata principalmente in alberghi, ospedali e scuole.
Dal 1934 in avanti, l'azienda Neuffer continuò a ricevere ordini in quantità sempre maggiore e per progetti di costruzione sempre più rilevanti, tra cui molti di questi anche all'estero. Negli anni 1943-1944 l'azienda produsse prevalentemente finestre standard per il tempo di guerra decise dal Commissario del Reich. A causa della crescente domanda di finestre Neuffer durante la Seconda Guerra Mondiale, l'azienda non riusciva più a disporre degli spazi necessari per soddisfare l'elevata richiesta. Di conseguenza, fu costretta a trasferire la sua sede in uno stabilimento più grande. Nel 1955 gli impianti di produzione furono pertanto trasferirti a Stoccarda-Wangen, vicino al porto di Neckar. In questa nuova sede, la società riuscì a concentrare tutte le sue operazioni, unificando sia le diverse unità produttive sia i reparti amministrativi. Nel 1966 Albert Neuffer Jr., nipote di Ludwig-Ulrich Neuffer, assunse l'incarico di dirigere la fabbrica, affiancato dal figlio Jörg Neuffer, il quale dopo essersi formato in Svizzera, Svezia, Stati Uniti e Finlandia, entrò nell'azienda ricoprendo l'incarico nel consiglio dell'associazione dei "Giovani Vetrai" (Jungglaser).
Tra gli incarichi più importanti e prestigiosi nella storia dell'azienda compare la produzione ed installazione di finestre in legno-alliminio per la sede della Daimler AG a Stoccarda-Möhringen. 
Nel 1995, con l'ingresso di Michael Neuffer, l'azienda cessò la produzione autonoma di finestre e porte, iniziando a rifornirsi attraverso una rete di produttori e fornitori. Nel 2005, i fratelli Michael e Philipp Neuffer, appartenenti alla quinta generazione della famiglia, assunsero la proprietà e la direzione della Neuffer Fenster + Türen GmbH. Tuttavia, all'inizio del 2013, i due presero strade diverse: Michael proseguì l'attività tradizionale di vendita di finestre attraverso la Gebr. Neuffer Fensterfabrik GmbH con sede a Stoccarda-Wangen, continuando a concentrarsi sul mercato offline. Nel frattempo, Philipp intraprese un percorso innovativo, trasformando l'azienda in un'impresa di e-commerce e portandola a espandersi a livello globale. Da quel momento, gestisce l'online shop fensterversand.com sotto il marchio Neuffer Fenster + Türen GmbH. Questo sito web, uno dei primi al mondo specializzati nella vendita di finestre online, ha registrato un enorme successo. Nel 2015, l’azienda ha generato un fatturato superiore a 13,5 milioni di euro, di cui il 75% proveniente dalle vendite online. Di questo, circa l'80% era attribuibile a clienti privati, mentre il restante 20% proveniva da clienti aziendali.
Oggi, la società Neuffer supporta i suoi clienti in tutto il mondo nell’acquisto di finestre attraverso un’estesa rete di partner commerciali e distributori, gestendo progetti non solo in Europa, ma anche in mercati importanti come Stati Uniti, Australia e Asia. L'azienda si distingue per l'utilizzo di tecnologie avanzate per finestre. 
Nel gennaio 2016, la società di investimento svedese Latour ha acquisito il 66,1% delle quote di Neuffer, favorendo ulteriormente la strategia di internazionalizzazione.